# مطار دبي الدولي
مطار دبي الدولي (إياتا: DXB، إيكاو: OMDB) هو مطار دولي يقع في مدينة دبي ثاني أكبر مدينة في الإمارات العربية المتحدة، وهو مركز عمليات طيران الإمارات، يبعد عن وسط دبي حوالي 2 كم تقريباً، وفي خلال سنوات قليلة تحول مطار دبي الدولي من مجرد مهبط جوي على ضفاف الخليج العربي، إلى أهم مركز جوي على مستوى الشرق الأوسط وواحد من أفضل عشرة مطارات في العالم وأسرعها نمواً، وهو يستقطب حالياً أكثر من 115 شركة طيران تغطي أكثر من 135 وجهة حول العالم، وتبلغ قدرة المطار الاستيعابية حوالي 90 مليون راكب سنوياً. ويعد مطار دبي الدولي من أكثر المطارات في العالم استقبالاً للمسافرين الدوليين. حيث أنه عام 2023، حلّ مطار دبي في المرتبة الثانية بين المطارات الأكثر ازدحامًا على مستوى العالم
وفي 2024 أصبح المطار يربط ما يزيد عن 260 وجهة عبر 6 قارات. ويتعامل مع 140 شركة طيران، بالإضافة إلى 2,2 مليون طن من الشحنات التجارية، ومن المتوقع ارتفاع معدلات الحركة إلى ما يقارب 100 مليون مسافر و4 ملايين طن من الشحنات التجارية.

## التاريخ
بدأ تاريخ الطيران المدني في دبي سنة 1937، وذلك عندما تم إنشاء قاعدة جوية لطائرات الخطوط الملكية للطيران، وبدأت رحلات شركة الطيران مرة في الأسبوع نحو الشرق إلى كراتشي ونحو الغرب إلى ساوثآمبتون في بريطانيا. وفي طريقها إلى الغرب، تضمنت رحلة الشركة توقفاً ليلياً في الإسكندرية في مصر. وفي عام 1959 أمر حاكم دبي الشيخ راشد بن سعيد آل مكتوم البدء بأعمال تصميم مطار مدني وبنائه وتجهيزه، وتضمنت المرحلة الأولى من المشروع بناء مدرج من الرمل المكثف مع إمكانية الالتفاف عند طرفيه، كما تم بناء مهبط للمناورات وممر أرضي للطائرات، وفي غضون ذلك تم بناء محطة للإطفاء ومبنى للركاب، وسمح مخطط المطار العام بإمكانيات توسيع مستقبلية عديدة. 

وتم افتتاح المطار رسميا في 30 ديسمبر 1960 وفتح المطار من الساعة السابعة صباحاً حتى الواحدة من بعد الظهر بحسب التوقيت المحلي، إضافة إلى استقبال رحلات منظمة في غير هذه الأوقات، وتم لاحقاً تمديد المدة اليومية ليفتح المطار أبوابه من الساعة السابعة صباحاً وحتى الساعة السابعة مساءً بحسب التوقيت المحلي؛ ثم وصل إلى 18 ساعة في اليوم، وبعد بضع سنوات، أصبح العمل في المطار على مدار الساعة، وفي 23 ديسمبر 1980 أصبح مطار دبي الدولي عضواً عادياً في اتحاد المطارات المدنية الدولية.

في نهاية أكتوبر 1980 تم بناء 4 صالات للركاب تسع كل منها 400 مسافر/ساعة، وتتميز بأحدث الأجهزة الأمنية ومعدات تفحّص الأمتعة بالأشعة السينية أو كشف المعادن، فضلاً عن مركز طبي جديد في الطابق الأرضي مع إمكانية وصول مباشر لسيارات الإسعاف. كما تضمن مشروع التطوير إضافة مواقف لأربع طائرات بوينغ 747، تشمل نظام التزويد بالوقود بالخراطيم وأنواراً كثيفة إضافية، وممراً جديداً بطول 1.5 كم وموسّعاً.
وأضيفت كذلك مساحة مخصصة للصيانة ومبنى خاص بالميكانيكيين والحمّالين وعمّال التنظيف والحرّاس فضلاً عن وحدة تبريد جديدة لنظام التبريد في المبنى الرئيسي لمحطة الطيران. وفي عام 1980 انتهى العمل على تنفيذ مبنى لتموين الطعام، الذي يستطيع تأمين 12000 وجبة في اليوم، أما مواقف السيارات فقد تم توسيعها لتسع 350 سيارة، انتهى العمل على جميع مشروعات التطوير وأصبح المطار بأجهزة للخدمة في مارس 1984. 

أطلقت دائرة الطيران المدني بدبي عام 1997 برنامج توسعة ضخم تم إنجازه بافتتاح مبنى الشيخ راشد عام 2000. ومن ثم بدأت المرحلة الثانية من التوسعة خلال عام 2002، وتشمل هذه المرحلة إضافة مبنى ثالث ومبنيين رئيسيين للمسافرين (كونكورسين) جديدين وبالتالي إضفاء المزيد من المهابة على المطار، وتم إنجاز هذه المرحلة بافتتاح مبنى رقم 3 الخاص برحلات طيران الإمارات في أكتوبر 2008.

## مباني المطار
يتألف من ثلاثة مبانٍ رئيسية وأربع كونكورسات:

### مبنى رقم 1
يعتبر مبنى 1 أو مبنى الشيخ راشد ثاني أكبر مباني المطار بعد مبنى رقم 3، تبلغ قدرته الاستيعابية حوالي 40 مليون مسافر سنوياً، وتستخدمه أكثر من 113 شركة طيران، يحتوي المبنى على 221 حاوية للسفر والوصول، كما يحتوي على صالة لرجال الأعمال وركاب الدرجة الأولى. إلى جانب ذلك يوفر المبنى لمسافري الترانزيت 78 غرفة فندقية و 6 أجنحة بالإضافة إلى جناحين ملكيين ويلبي تصميم احتياجات رجال الأعمال وذلك بتوفير قاعات خاصة للاجتماعات في مركز رجال الأعمال التابع للمطار ومن ثم متابعة رحلاتهم، ويمكن للمسافرين استخدام التسهيلات والخدمات المتاحة في مركزين لرجال الأعمال داخل مبنى الشيخ راشد كما يضم مجموعة من المرافق الهامة مثل : البوابات الإلكترونية الذكية و صالات الانتظار الفسيحة ومواقف السيارات وعربات للأمتعة وعربات الأطفال وخدمة تغليف الأمتعة وخدمة تخزين الأمتعة لفترة قصيرة وخدمات الاستقبال والمساعدة وواي فاي مجاني وأماكن مخصصة للتدخين ومكاتب لتأجير السيارات والبنوك وأجهزة الصراف الآلي

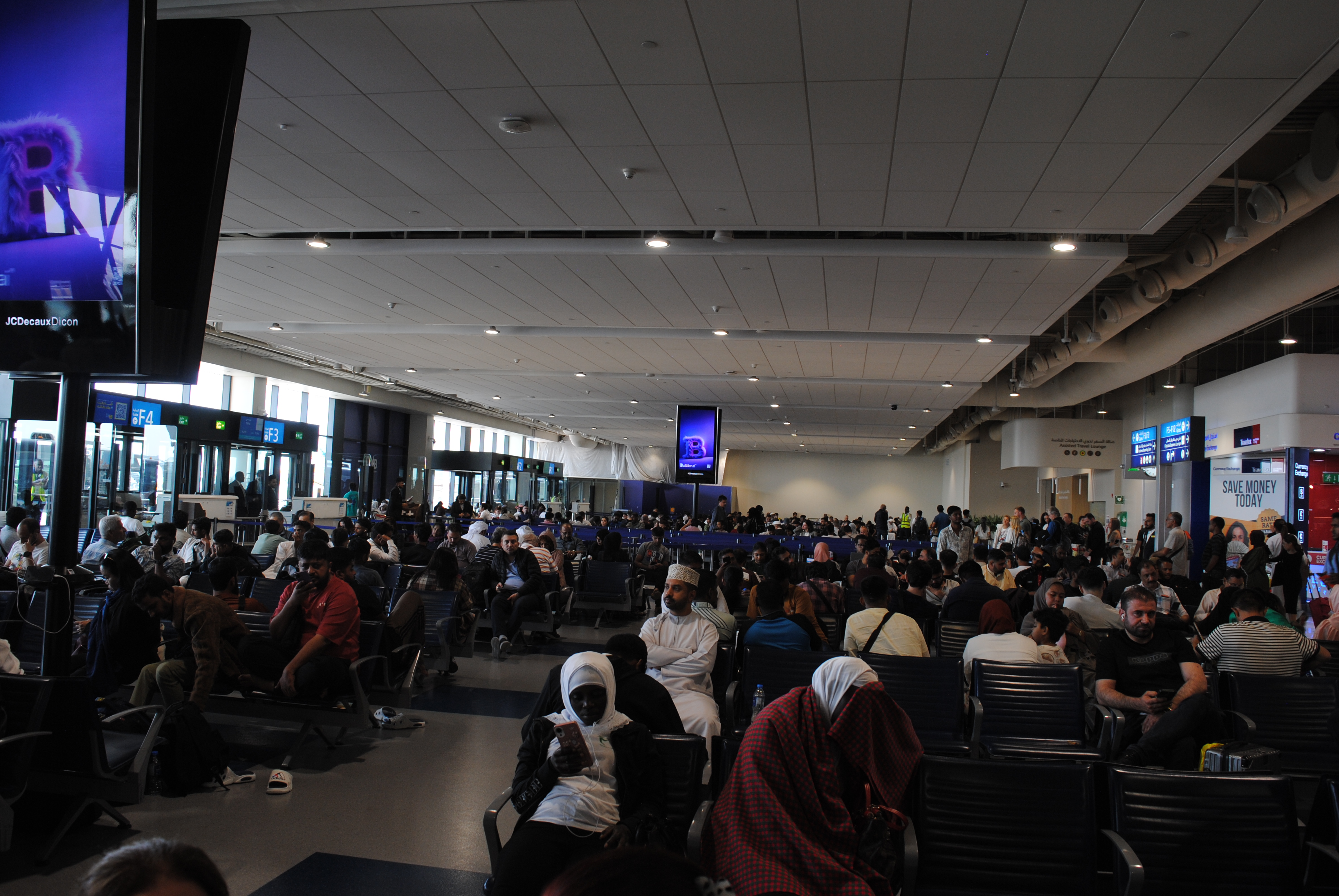
مطار دبي الدولي بوابة 2

### مبنى رقم 2
تم افتتاح المبنى 2 في عام 1998 للتخفيف من الازدحام في المبنى، حيث تم تخصيصه لاستقبال الرحلات الإقليمية والرحلات ذات الطابع الخاص ويعتبر مبنى 2 هو أقدم مباني الركاب في مطار دبي، تبلغ قدرته الاستيعابية حوالي 3 ملايين راكب سنويا، وتستخدمه شركات الطيران العاملة في المنطقة، وأغلب الرحلات التي تستخدم المبنى تأتي من إيران، أفغانستان وباكستان، ويحتوي المبنى على 22 كاونتر للسفر والوصول،
وقد بدأت إدارة المطار في مشروع لتوسعة هذا المبنى، وذلك لرفع قدرته الاستيعابية إلى نحو 5 ملايين مسافر سنويا، و وفي عام 2009، أصبح المبنى 2 القاعدة التشغيلية لشركة طيران فلاي دبي وفي 2013 أجرت مؤسسة دبي لمشاريع الطيران الهندسية تطويرات استراتيجية في المبنى، ما رفع القدرة الاستيعابية إلى 10 مليون مسافر سنويًا في عام 2017، وزاد عدد رحلات فلاي دبي من مطار دبي الدولي
وقد تم إنشاء قسم جديد لمكاتب “مرحبا” وصالة فلاي دبي و توسيع مساحة ركن السيارات،و تحديث نظام نقل الأمتعة حيث يتم فحص 8,000 حقيبة في الساعة كما يشتمل مطار دبي مبنى 2 المغادرون على 16 كاونتر و4 بوابات إلكترونية، في حين يضم مطار دبي مبنى 2 القادمون 40 كاونتر و10 بوابات إلكترونية.

مبنى رقم 3

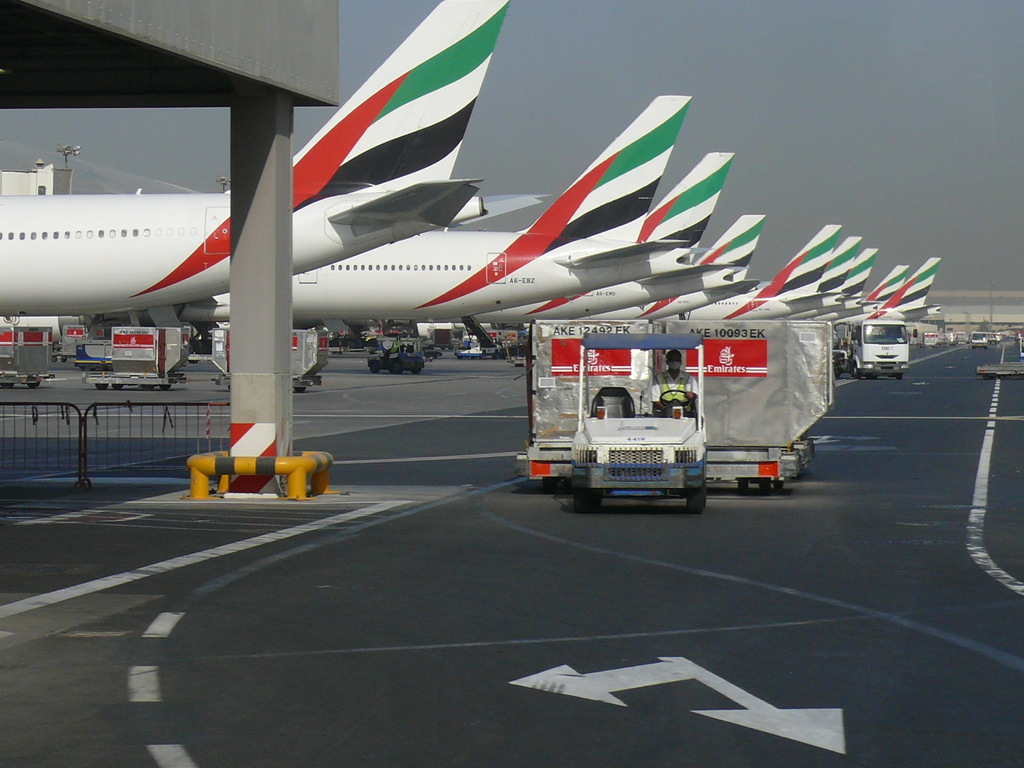

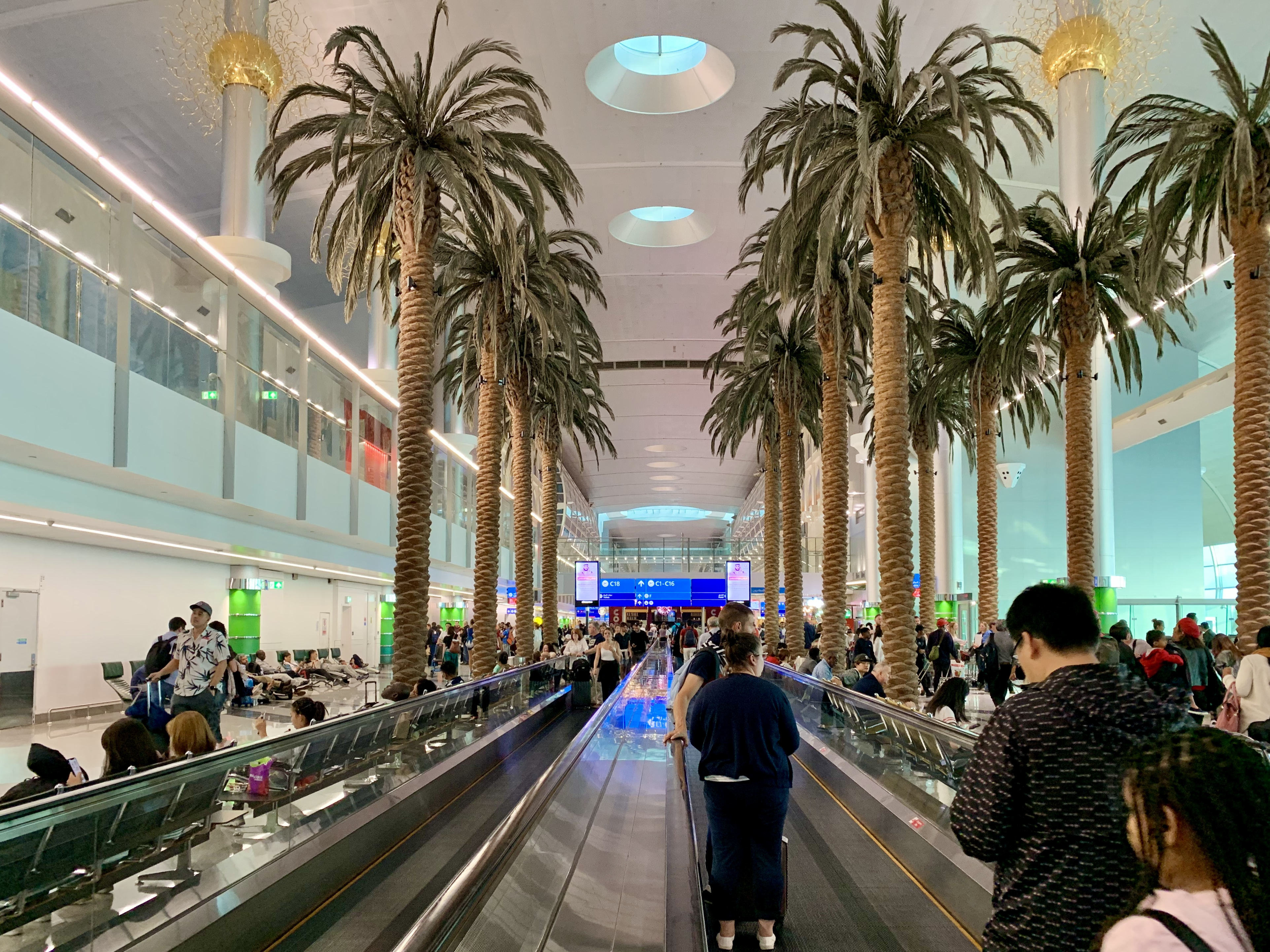
مدخل مبنى رقم 3

يعد مبنى 3 أو مبنى طيران الإمارات أحدث وأكبر مباني الركاب في مطار دبي، إذ تبلغ مساحته حوالي مليون و 500 ألف م2، وقد تم افتتاحه في أكتوبر 2008، وهو مخصص فقط لرحلات طيران الإمارات، وتبلغ القدرة الاستيعابية لمبنى 3 حوالي 43 مليون راكب سنويا، يضم مبنى 3 مرآب لسيارات المسافرين بـ 1870 موقفاً، بالإضافة إلى قاعة ضخمة لإنهاء إجراءات السفر تبلغ مساحتها حوالي 4500 م2، وتحتوي على 18 كاونتراً مجهزاً لإنهاء إجراءات السفر للركاب المسافرين بأمتعة عادية أو ذات حجم كبير في مواقف السيارات، ويمكن للركاب إنهاء إجراءات السفر وتسليم أمتعتهم في موقف السيارات قبل الرحلة بوقت طويل والعودة إلى بيوتهم ثم المجيء ثانية في موعد الرحلة. كما يمكن للركاب أيضا إنهاء إجراءات السفر عن طريق الإنترنت من خلال الدخول إلى موقع المطار على الإنترنت من منازلهم أو مكاتبهم واختيار إنهاء إجراءات السفر عن طريق الإنترنت ويمكنهم بعد ذلك عقب وصولهم إلى المطار وضع أمتعتهم بكل سهولة على إحدى أكشاك الخدمة الذاتية وأخذ بطاقة الصعود إلى الطائرة، كما يمكن للركاب كذلك عمل إجراءات سفرهم مع أو بدون أمتعة باستخدام واحداً من 60 كشكاَ موزعة في أنحاء المطار. ويتميز مبنى طيران الإمارات بوجود صالات مخصصة للأطفال الذين يسافرون بمفردهم في جميع قاعات إنهاء إجراءات السفر، وقسمين للقادمين والمغادرين، وتوفر هذه الصالات كتباً ومواد تلفزيونية وألعاب فيديو ومرطبات خفيفة، بالإضافة إلى ذلك توجد صالتي ركاب صممتا لذوي الاحتياجات الخاصة يمكنهما استيعاب الكراسي المتحركة والمسافرين ذوي الإعاقة الجسدية.

### مبنى شركة الإمارات لتموين الطائرات

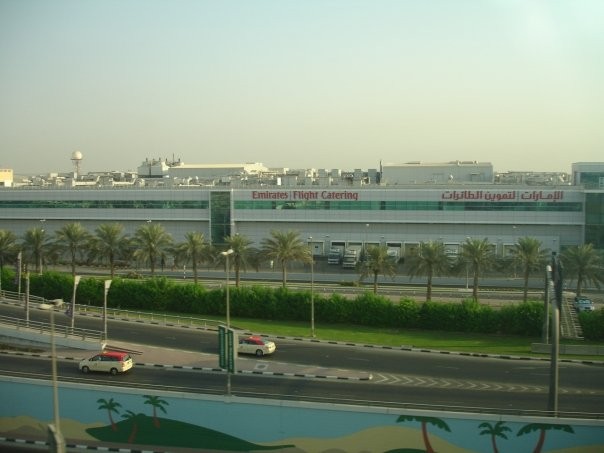
الإمارات لتموين الطائرات

تمتلك شركة الإمارات لتموين الطائرات طاقما من الموظفين يقدر بنحو 4200 موظف وهي تقدم خدمات تموين ودعم الطائرات لشركات الطيران في مطار دبي الدولي البالغ عددها 117 شركة طيران، وتبلغ الطاقة الإنتاجية لهذا المرفق حوالي 115 ألف وجبة طعام يومياً، كما يضم مستويات رفيعة من عمليات الإنتاج الآلية التي تشمل نظاماً كهربائياً يسير على سكة أحادية مخصصاً للعربات المعدنية، نظاماً لنقل أوعية الطعام ونظاماً للتخلص من النفايات يعمل بواسطة شفط الهواء.
ويعد مركز «فود بوينت» لإعداد الوجبات الذي تم افتتاحه في يوليو 2005 في مجمع دبي للاستثمار والذي تم بناؤه على مساحة 33 ألف متر مربع المركز الوحيد من نوعه لإنتاج وجبات الطعام في المنطقة الواقعة بين أوروبا وأسيا، ويمتلك مركز «فود بوينت» طاقة إنتاجية مبدئية لتحضير 20 مليون وجبة في السنة، كما ينتج المركز وجباته لرحلات طيران الإمارات وشركات الخطوط الجوية الأخرى. وبالإضافة إلى ذلك يقوم هذا المركز بإنتاج مكونات الوجبات مثل اللحوم، الدواجن، وجبات الكاري... إلخ لشركة الإمارات لتموين الطائرات وغيرها.
وضمن خطط التوسع قامت شركة الإمارات لتموين الطائرات بإنشاء مركز لغسيل وكي الثياب والذي يعد الأكثر تطوراً في الشرق الأوسط. ويقع هذا المركز في مجمع دبي للاستثمار ويضم تصميماً متكاملاً وفعالاً. ويقام مركز الغسيل والكي على مساحة إجمالية تبلغ 10500 متر مربع بتكلفة إجمالية تقدر بنحو 42 مليون درهم. وتبلغ الطاقة الإنتاجية المبدئية لهذا المركز 50 طناً من الغسيل والتنظيف الجاف يومياً، إلا أن هذه الطاقة ستزداد إلى 80 طناً يومياً في المستقبل، وركزت مرحلة تصميم هذا المركز على السيطرة على التكاليف التشغيلية وتخفيضها، وكذلك على تنفيذ الخطط التشغيلية الفعالة. كما سيضم المركز الجديد أحدث تقنيات غسيل وكيّ الملابس المتوفرة حالياً.

## البوابات الذكية
نظام متطورلمراقبة جوازات السفر في مطار دبي الدولي، حيث تتيح للمسافرين القادمين والمغادرين في المطار المرور عبر مراقبة الجوازات خلال وقت قصير لا يتعدى ثوانٍ معدودة، وبالاعتماد على إجراء العمليات بدون تلامس.
ويمكن لمواطني دولة الإمارات العربية المتحدة ودول مجلس التعاون الخليجي وسكان دولة الإمارات العربية المتحدة والضيوف الحاصلون على تأشيرة عند الوصول والذين يحملون جوازات سفر بيومترية.
وبعد التسجيل في البوابات الذكية، فيمكن للمسافر المرور بمجرد النظر إلى الضوء الأخضر، دون الحاجة إلى مسح أي مستند ضوئياً. وقد تم تسجيل أكثر من 21 مليون مسافر استمتعوا بتجربة السفر السلس باستخدام «البوابات الذكية» عبر مطارات دبي خلال العام الماضي 2023 

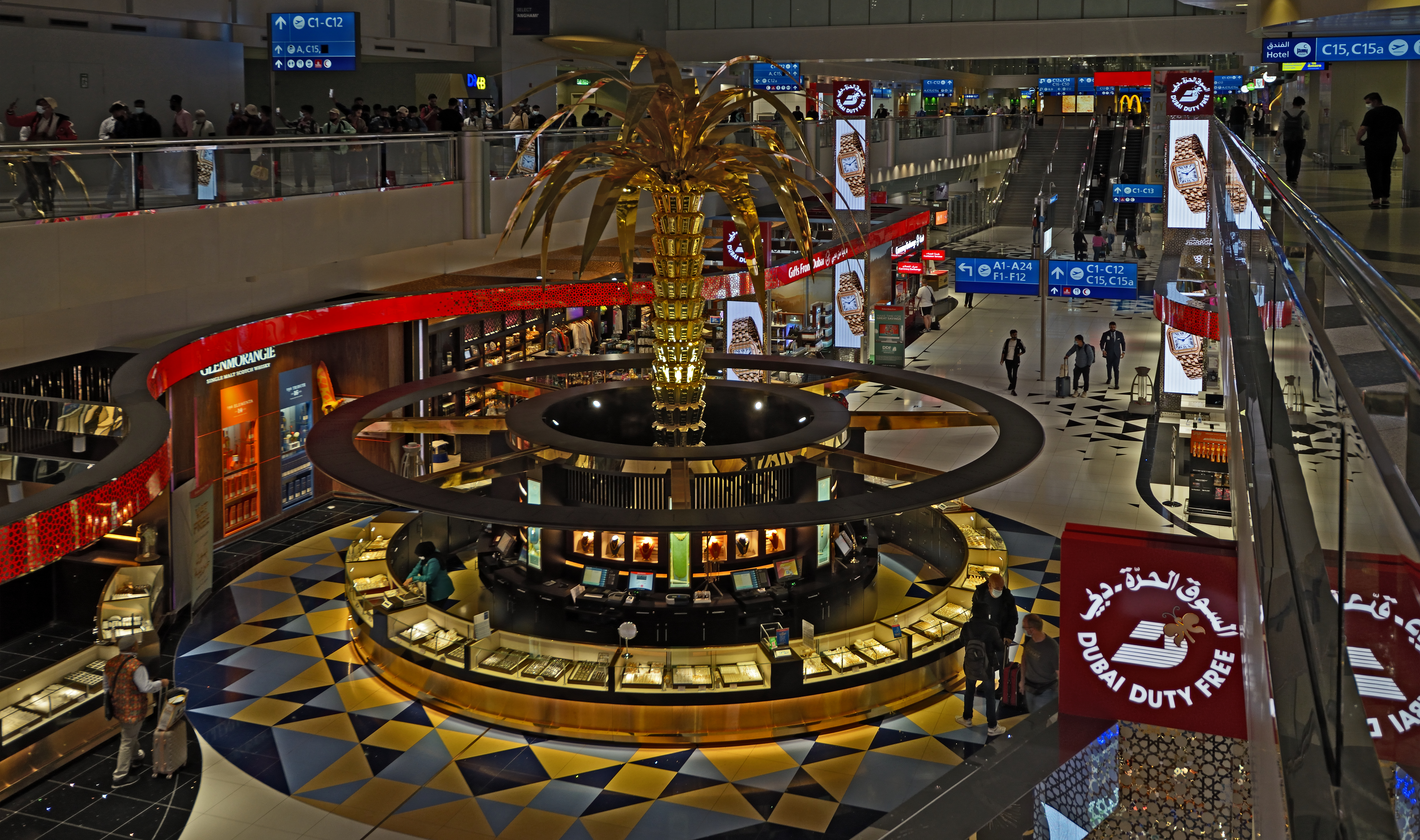
السوق الحرة في مطار دبي الدولي

## المنطقة الحرة في مطار دبي الدولي
تأسست منطقة مطار دبي الحرة عام 1996، وقد شهدت الشركات العاملة في المنطقة الحرة حركة تجارية خارجية قُدرت بما يزيد عن 164 مليار درهم إماراتي، إذ تحتضن المنطقة الحرة في مطار دبي الدولي كافة العلامات التجارية العالمية، بما في ذلك العطور والمكياج والإلكترونيات وغيرها، ولذلك فهي تعتبر أضخم منطقة حرة في العالم.

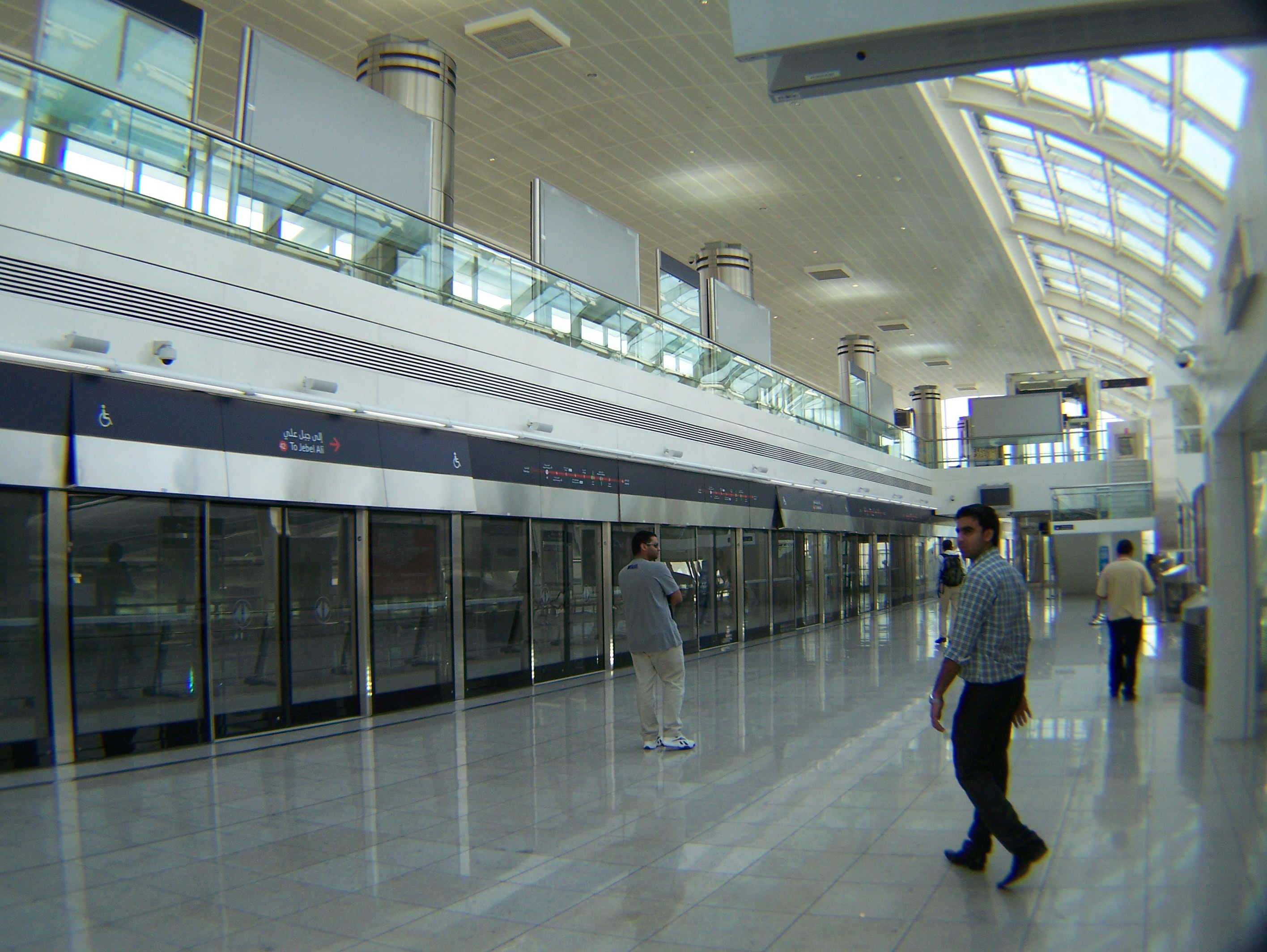
مترو دبي

## التنقل ضمن مطار دبي الدولي
يمكن التنقل ضمن المطار باستخدام حافلات المطارمن وإلى كافة مباني المطار وعلى مدار الساعة مجاناً ، كما يمكن استخدام مترو دبي للتنقل بين المبنى 1 و3.

## الإحصائيات

الناقل الآلي في مطار دبي

شهد مطار دبي الدولي زيادة كبيرة في عدد الركاب والشحن، ومجموع إجمالي حركة الطائرات على مدى العقد الماضي. وفي الفترة من 1997 إلى 2006، بلغ عدد المسافرين سنويا بنسبة 316 ٪.ووصل إجمالي عدد المسافرين خلال الأشهر التسعة الأولى من العام2023 إلى 64.5 مليون مسافر، بزيادة قدرها 39.3% مقارنة بالفترة نفسها من عام 2022، وأعلى بنسبة 1% من عام 2019.
| السنة | مجموع الركاب | الشحن (طن) | مجموع حركة الطائرات |
| ----- | ------------ | ---------- | ------------------- |
| 1997  | 9,108,766    | 414,468    | 112,816             |
| 1998  | 9,732,202    | 431,777    | 123,352             |
| 1999  | 10,754,824   | 474,779    | 132,708             |
| 2000  | 12,320,660   | 562,591    | 141,281             |
| 2001  | 13,508,073   | 610,867    | 134,165             |
| 2002  | 15,973,391   | 764,193    | 148,334             |
| 2003  | 18,062,344   | 928,758    | 168,511             |
| 2004  | 21,711,883   | 1,111,647  | 195,820             |
| 2005  | 24,782,288   | 1,333,014  | 217,165             |
| 2006  | 28,788,726   | 1,410,963  | 237,258             |
| 2010  | 47.181,000   | 2.190.365  | 292,662             |
| 2012  | 57.684,000   | 2.267.550  | 344,245             |
| 2013  | 66,431,533   | 2,435,567  | 369,953             |
| 2014  | 70,475,636   | 2,367,574  | 357,339             |

### العمليات
| رتبة | مطار                          | رحلات إسبوعية من مطار دبي الدولي |
| ---- | ----------------------------- | -------------------------------- |
| 1    | مطار البحرين الدولي           | 184                              |
| 2    | مطار الإمام الخميني الدولي    | 174                              |
| 3    | مطار الكويت الدولي            | 165                              |
| 4    | مطار مسقط الدولي              | 132                              |
| 5    | مطار لندن هيثرو               | 96                               |
| 6    | مطار جناح الدولي              | 91                               |
| 7    | مطار تشاتراباتي شيفاجي الدولي | 83                               |
| 8    | مطار الملكة علياء الدولي      | 79                               |

## خطوط الطيران والوجهات

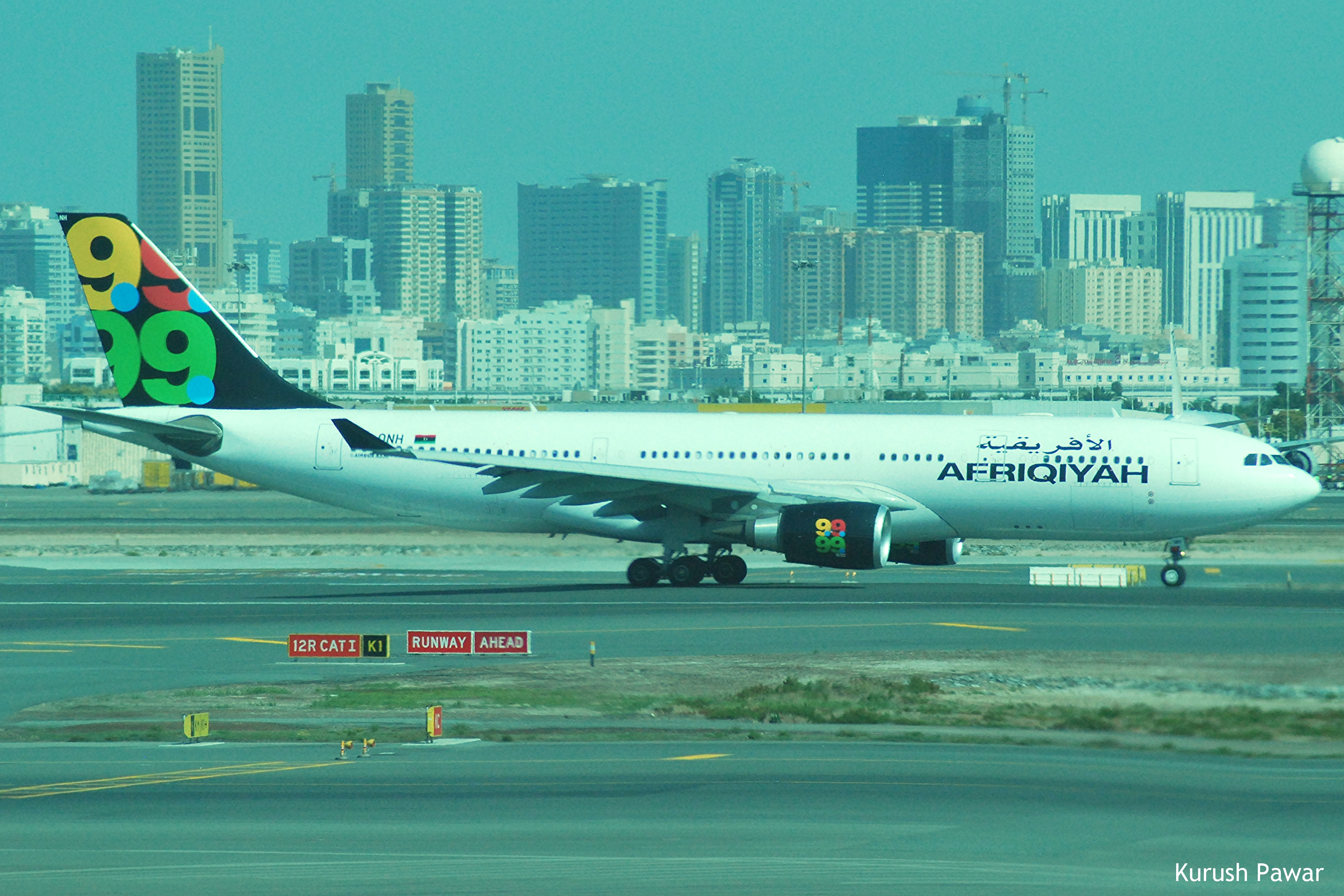
طائرة إيرباص A330-202 (5A-ONH) تابعة للخطوط الجوية الأفريقية - رحلة من دبي إلى طرابلس

### الركاب
تقدم شركات الطيران التالية خدمات منتظمة وعارضة من وإلى المطار:
| شركـات طيـران                     | الوجهات |
| --------------------------------- | --- |
| إيروفلوت                          | مطار شيريميتييفو الدولي |
| الخطوط الجوية الجزائرية           | مطار هواري بومدين الدولي |
| طيران أستانا                      | مطار ألماتي الدولي، مطار آستانا الدولي |
| طيران كندا                        | مطار تورونتو بيرسون الدولي، مطار فانكوفر الدولي (تبدأ في 30 أكتوبر 2023) |
| طيران الصين                       | مطار بكين العاصمة الدولي، مطار تشونغتشينغ جيانغبى الدولي |
| الخطوط الجوية الفرنسية            | مطار باريس شارل ديغول |
| طيران الهند                       | مطار تشيناي الدولي، مطار أنديرا غاندي الدولي، مطار غوا الدولي، مطار راجيف غاندي الدولي، مطار كوتشين، مطار تشاتراباتي شيفاجي الدولي |
| طيران الهند إكسبريس               | Amritsar، مطار غوا الدولي، Indore، مطار جايبور الدولي، Kannur، مطار كوتشين، مطار كاليكوت الدولي، مطار تشودري تشاران سينغ، مطار مانغلور الدولي ‏، مطار تريفاندروم الدولي، مطار تيروتشيرابالي الدولي |
| إير بيس                           | مطار نامدي أزيكيوي الدولي، مطار مورتالا محمد الدولي |
| طيران البلطيق                     | مطار ريغا الدولي موسمي: مطار فيلنيوس (تبدأ في 1 نوفمبر 2023) |
| إيربلو                            | مطار إسلام آباد الدولي، مطار جناح الدولي، مطار علامه إقبال الدولي، مطار ملتان الدولي، مطار باجا خان الدولي |
| الأناضول جت                       | مطار صبيحة كوكجن الدولي |
| الخطوط الجوية الأفغانية آريانا    | مطار كابل الدولي |
| خطوط أركيا                        | مطار بن غوريون الدولي |
| الخطوط الجوية الأذربيجانية        | مطار حيدر علييف الدولي |
| بدر للطيران                       | مطار الخرطوم الدولي (متوقفة) |
| طيران بيلافيا                     | مطار مينسك الدولي |
| خطوط بيمان بنغلاديش الجوية1       | مطار شاه أمانات الدولي، مطار شاه جلال الدولي، مطار عثماني الدولي |
| الخطوط الجوية البريطانية          | مطار لندن هيثرو |
| كاثي باسيفيك                      | مطار هونغ كونغ الدولي |
| سيبو باسيفيك                      | مطار نينوي أكوينو الدولي |
| خطوط شرق الصين الجوية             | مطار كونمينغ جانغشوي الدولي، مطار غينغادو جياودونغ الدولي، مطار شانغهاي بودنغ الدولي |
| خطوط جنوب الصين الجوية            | مطار قوانغتشو باييون الدولي، مطار شينزين باوان الدولي، مطار ووهان الدولي |
| كوندور للطيران                    | مطار برلين براندنبرغ (تبدأ في 23 أكتوبر 2023) |
| Cyprus Airways                    | مطار لارنكا الدولي |
| طيران دالو                        | مطار هرجيسا الدولي، مطار آدم عبد الله الدولي |
| مصر للطيران                       | مطار برج العرب الدولي، مطار القاهرة الدولي |
| إل عال                            | مطار بن غوريون الدولي |
| طيران الإمارات                    | مطار فيليكس أوفوي بوانيي الدولي، مطار نامدي أزيكيوي الدولي، مطار كوتوكا الدولي، مطار أديس أبابا بولي الدولي، مطار سردار فالابهبهاي باتل الدولي، مطار هواري بومدين الدولي، مطار الملكة علياء الدولي، مطار سخيبول أمستردام، مطار أثينا الدولي، مطار أوكلاند الدولي، مطار بغداد الدولي، مطار البحرين الدولي، مطار كيمبيغودا الدولي، مطار سوفارنابومي الدولي، مطار برشلونة الدولي، مطار البصرة الدولي، مطار بكين العاصمة الدولي، مطار بيروت رفيق الحريري الدولي، مطار برمينغهام، مطار بولونيا، مطار لوجان الدولي، مطار بريزبان، مطار بروكسل الدولي، مطار بودابست فرانز ليست الدولي، مطار الوزير بيستارينيي الدولي، مطار القاهرة الدولي، مطار كيب تاون، مطار محمد الخامس الدولي، مطار ماكتان سيبو الدولي، مطار تشيناي الدولي، مطار أوهير الدولي، مطار كرايستشيرش الدولي، مطار كلارك الدولي، مطار باندارنيك الدولي، مطار أحمد سيكو توري الدولي، مطار كوبنهاغن، مطار بليز دياغني الدولي، مطار دالاس فورت ورث الدولي، مطار الملك فهد الدولي، مطار جوليوس نيريري، مطار أنديرا غاندي الدولي، مطار نغوراه راي الدولي، مطار شاه جلال الدولي، مطار دبلن الدولي، مطار الملك شاكا الدولي، مطار دوسلدورف الدولي، مطار إنتيبي الدولي، مطار أربيل الدولي، مطار فرانكفورت، مطار جنيف الدولي، مطار غلاسكو الدولي، مطار قوانغتشو باييون الدولي، مطار هامبورغ، مطار نوي باي الدولي، مطار روبرت غابريل موجابي الدولي، مطار تان سون نهات الدولي، مطار هونغ كونغ الدولي، مطار جورج بوش الدولي، مطار راجيف غاندي الدولي، مطار إسلام آباد الدولي، مطار إسطنبول الدولي، مطار سوكارنو هاتا الدولي، مطار الملك عبد العزيز الدولي، مطار أوليفر ريجنالد تامبو، مطار جناح الدولي، مطار الخرطوم الدولي (متوقفة)، مطار كوتشين، مطار نيتاجي سوبهاس شاندرا بوس الدولي، مطار كوالالمبور الدولي، مطار الكويت الدولي، مطار مورتالا محمد الدولي، مطار علامه إقبال الدولي، مطار لارنكا الدولي، مطار لشبونة، مطار غاتويك، مطار لندن هيثرو، مطار لندن ستانستد، مطار لوس أنجلوس الدولي، مطار كواترو دي فيفيريرو، مطار كينيث كاوندا الدولي، مطار ليون سانت إكسوبيري، مطار مدريد باراخاس الدولي، مطار سيشل الدولي، مطار فيلانا الدولي، مطار مالطا الدولي، مطار مانشستر، مطار نينوي أكوينو الدولي، مطار سير سيووساغور رامغولام الدولي، مطار الأمير محمد بن عبد العزيز الدولي، مطار ملبورن الدولي، مطار بينيتو خواريز الدولي، مطار ميامي الدولي، مطار مالبينسا، مطار مونتريال الدولي، مطار دوموديدوفو الدولي، مطار تشاتراباتي شيفاجي الدولي، مطار ميونخ الدولي، مطار مسقط الدولي، مطار جومو كينياتا الدولي، مطار نيوآرك ليبرتي الدولي، مطار نيوكاسل، مطار جون إف كينيدي الدولي، مطار نيس كوت دازور، مطار أورلاندو الدولي، مطار كانساي الدولي، Oslo، مطار باريس شارل ديغول، مطار بيرث، مطار باجا خان الدولي، Phuket، مطار فاكلاف هافيل الدولي، مطار الملك خالد الدولي، مطار ريو دي جانيرو الدولي، مطار ليوناردو دا فينشي، مطار سان فرانسيسكو الدولي، مطار غواروليوس الدولي، مطار بولكوفو، مطار سياتل تاكوما الدولي، مطار إنتشون الدولي، مطار شانغهاي بودنغ الدولي، مطار سيالكوت الدولي، مطار شانغي سنغافورة، مطار ستوكهولم أرلاندا، مطار سيدني، مطار تايوان تاويوان الدولي، مطار الإمام الخميني الدولي، مطار بن غوريون الدولي، مطار تريفاندروم الدولي، مطار طوكيو هانيدا الدولي، مطار ناريتا الدولي، مطار تورونتو بيرسون الدولي، مطار تونس قرطاج الدولي، مطار البندقية ماركو بولو، مطار فيينا الدولي، مطار وارسو فريدريك شوبان، مطار واشنطن دولس الدولي، مطار زيورخ الدولي |
| Enter Air                         | موسمي: مطار وارسو فريدريك شوبان |
| الخطوط الجوية الإثيوبية           | مطار أديس أبابا بولي الدولي |
| يورو وينجز                        | مطار برلين براندنبرغ، مطار شتوتغارت الدولي (يبدأن في 29 أكتوبر 2023) |
| فين إير                           | موسمي: مطار هلسنكي فانتا |
| FitsAir                           | مطار باندارنيك الدولي |
| طيران أديل                        | مطار الملك خالد الدولي ، مطار الملك عبدالعزيز الدولي |
| FlyArystan                        | Aktau، Aktobe، Oral، Shymkent |
| فلاي بغداد                        | مطار بغداد الدولي |
| فلاي دبي                          | مطار أبها الدولي، مطار أديس أبابا بولي الدولي، مطار سردار فالابهبهاي باتل الدولي، مطار برج العرب الدولي، مطار ألماتي الدولي، مطار حفر الباطن بالقيصومة، مطار الأمير عبد المجيد بن عبد العزيز الدولي، مطار الملكة علياء الدولي، مطار إيسنبوغا الدولي، مطار عشق آباد الدولي، مطار أسمرة الدولي، مطار آستانا الدولي، مطار بغداد الدولي، مطار البحرين الدولي، مطار حيدر علييف الدولي، مطار بندر عباس الدولي، مطار البصرة الدولي، مطار بيروت رفيق الحريري الدولي، مطار بلغراد نيكولا تسلا، مطار أوريو أل سيريو، مطار مناس الدولي، مطار هنري كواندا الدولي، مطار بودابست فرانز ليست الدولي، مطار كاتانيا-فونتاناروسا، مطار تشيناي الدولي، مطار شاه أمانات الدولي، مطار باندارنيك الدولي، مطار الملك فهد الدولي، مطار جوليوس نيريري، مطار أنديرا غاندي الدولي، مطار شاه جلال الدولي، مطار جيبوتي الدولي، مطار حمد الدولي، مطار دوشنبه الدولي، مطار إنتيبي الدولي، مطار أربيل الدولي، مطار فيصل آباد الدولي، مطار الأمير نايف بن عبد العزيز الدولي، مطار غروزني الدولي، مطار حائل الدولي، مطار هرجيسا الدولي، مطار هلسنكي فانتا، مطار الأحساء الدولي، مطار راجيف غاندي الدولي، Isfahan، مطار صبيحة كوكجن الدولي، مطار الملك عبد العزيز الدولي، مطار الملك عبد الله الإقليمي، مطار جوبا، مطار جناح الدولي، مطار تريبوفان الدولي، Kazan، مطار الخرطوم الدولي (متوقفة)، مطار كليمنجارو الدولي، مطار كوتشين، مطار نيتاجي سوبهاس شاندرا بوس الدولي، مطار كاليكوت الدولي، مطار كرابي، مطار كراكوف، Krasnodar، مطار الكويت الدولي، مطار لارستان الدولي، مطار ليوبليانا الدولي، مطار تشودري تشاران سينغ، مطار محج قلعة الدولي، مطار فيلانا الدولي، مطار مشهد الدولي، مطار الأمير محمد بن عبد العزيز الدولي، مطار آدم عبد الله الدولي، مطار فنوكوفو الدولي، مطار جوكوفسكي الدولي، Mineralnye Vody ‏، مطار ملتان الدولي، مطار تشاتراباتي شيفاجي الدولي، مطار مسقط الدولي، مطار النجف الدولي، مطار نجران الإقليمي، مطار نمنكان ‏، مطار نابولي، مطار خليج نيوم، مطار نوفوسيبيرسك، مطار يو تاباو الدولي، Perm، مطار بيزا الدولي، مطار بورتسودان الدولي (متوقفة)، Poznań (تبدأ في 29 أكتوبر 2023)، مطار فاكلاف هافيل الدولي، مطار كويته الدولي، مطار الملك خالد الدولي، مطار بولكوفو، مطار صلالة، مطار سالزبورغ، مطار كوروموخ الدولي، مطار سمرقند الدولي، مطار سراييفو الدولي، مطار شيراز الدولي، Shymkent، مطار سيالكوت الدولي، مطار سوتشي الدولي، مطار صوفيا، مطار سوهاج الدولي، مطار صحار الدولي، مطار السليمانية الدولي، مطار الأمير سلطان بن عبد العزيز الإقليمي، مطار الطائف الدولي، مطار طشقند الدولي، مطار تبليسي الدولي، مطار الإمام الخميني الدولي، مطار بن غوريون الدولي، مطار تيرانا الدولي، Ufa، مطار وارسو فريدريك شوبان، Yangon، مطار كولتسوفو الدولي، مطار يريفان الدولي، مطار زغرب، مطار عبيد أماني كرومي الدولي موسمي: مطار باطومي الدولي، مطار ميلاس بودروم، Cagliari، Corfu مطار دوبروفنيك، مطار عدنان مندريس، Kazan، Kutaisi، مطار محج قلعة الدولي، Mineralnye Vody ‏، مطار ميكونوس، Rostov-on-Don، مطار كوروموخ الدولي، مطار قابالا الدولي، مطار سانتوريني (ثيرا) الوطني، Tivat، مطار طرابزون الدولي |
| طيران ناس                         | مطار الملك فهد الدولي، مطار الملك عبد العزيز الدولي، مطار الملك خالد الدولي |
| FlyOne                            | مطار كيشيناو الدولي (تبدأ في 1 نوفمبر 2023) |
| FLYONE Armenia                    | مطار يريفان الدولي |
| طيران الخليج                      | مطار البحرين الدولي |
| خطوط إنديقو                       | مطار سردار فالابهبهاي باتل الدولي، Amritsar، مطار كيمبيغودا الدولي، Bhubaneswar، Chandigarh، مطار تشيناي الدولي، مطار أنديرا غاندي الدولي، مطار راجيف غاندي الدولي، مطار كوتشين، مطار كاليكوت الدولي، مطار تشودري تشاران سينغ (تستأنف 11 يوليو 2023)، مطار مانغلور الدولي ‏، مطار تشاتراباتي شيفاجي الدولي، مطار تريفاندروم الدولي، مطار تيروتشيرابالي الدولي |
| الخطوط الجوية الإيرانية           | مطار الأهواز الدولي، مطار بندر عباس الدولي، مطار لارستان الدولي، مطار شيراز الدولي |
| إيران آيرتور                      | مطار مشهد الدولي، مطار الإمام الخميني الدولي |
| الخطوط الجوية العراقية            | مطار بغداد الدولي، مطار البصرة الدولي، مطار أربيل الدولي، مطار النجف الدولي |
| يسرائير                           | مطار بن غوريون الدولي |
| طيران الجزيرة                     | مطار الكويت الدولي |
| الأردنية للطيران                  | مطار الملكة علياء الدولي |
| جوبا للطيران                      | مطار بوصاصو، مطار هرجيسا الدولي، مطار آدم عبد الله الدولي |
| كام إير                           | مطار كابل الدولي |
| نفط للطيران                       | مطار الأهواز الدولي |
| الخطوط الجوية الكينية             | مطار موي الدولي، مطار جومو كينياتا الدولي |
| الخطوط الجوية الملكية الهولندية   | مطار سخيبول أمستردام |
| كوريا للطيران                     | مطار إنتشون الدولي |
| الخطوط الجوية الكويتية            | مطار الكويت الدولي |
| خطوط لوت الجوية البولندية         | موسمي: مطار وارسو فريدريك شوبان |
| لوفتهانزا                         | مطار فرانكفورت، مطار ميونخ الدولي |
| لوكس إير                          | موسمي: مطار لوكسمبورغ |
| ماهان إير                         | مطار الإمام الخميني الدولي |
| طيران الشرق الأوسط                | مطار بيروت رفيق الحريري الدولي |
| Myanmar Airways International     | Yangon |
| الخطوط الجوية النيبالية           | مطار تريبوفان الدولي |
| الطيران العماني                   | مطار مسقط الدولي |
| الخطوط الجوية الدولية الباكستانية | مطار فيصل آباد الدولي، مطار إسلام آباد الدولي، مطار جناح الدولي، مطار علامه إقبال الدولي، مطار ملتان الدولي، مطار باجا خان الدولي، مطار سيالكوت الدولي |
| خطوط بيغاسوس                      | مطار إيسنبوغا الدولي، مطار صبيحة كوكجن الدولي |
| الخطوط الجوية الفلبينية           | مطار نينوي أكوينو الدولي |
| الخطوط الجوية القطرية             | مطار حمد الدولي |
| Qeshm Air                         | مطار بندر عباس الدولي، مطار لارستان الدولي، Qeshm، مطار شيراز الدولي، مطار الإمام الخميني الدولي |
| الخطوط الملكية المغربية           | مطار محمد الخامس الدولي |
| خطوط رويال بروناي الجوية          | مطار بروناي الدولي، مطار لندن هيثرو |
| الملكية الأردنية                  | مطار الملكة علياء الدولي |
| الخطوط الجوية الرواندية           | مطار كيغالي الدولي |
| طيران السلام                      | مطار مسقط الدولي |
| الخطوط السعودية                   | مطار الملك عبد العزيز الدولي، مطار خليج نيوم، مطار الملك خالد الدولي |
| سيرين للطيران                     | مطار إسلام آباد الدولي، مطار علامه إقبال الدولي، مطار باجا خان الدولي |
| خطوط سيتشوان الجوية               | مطار جينغديو الجديد |
| الخطوط الجوية السنغافورية         | مطار شانغي سنغافورة |
| خطوط ترافل سيرفس الجوية           | مطار براتيسلافا الدولي، مطار فاكلاف هافيل الدولي |
| Somon Air                         | مطار دوشنبه الدولي |
| سبايس جيت                         | مطار سردار فالابهبهاي باتل الدولي، Amritsar، مطار أنديرا غاندي الدولي، مطار جايبور الدولي، مطار كوتشين، مطار كاليكوت الدولي، مطار مدورئي الدولي ‏، مطار تشاتراباتي شيفاجي الدولي، مطار بوني الدولي |
| الخطوط الجوية السريلانكية         | مطار باندارنيك الدولي |
| صن إكسبريس                        | مطار أنطاليا موسمي: مطار عدنان مندريس |
| الخطوط الجوية الدولية السويسرية   | مطار زيورخ الدولي |
| الخطوط الجوية السورية             | مطار دمشق الدولي، مطار باسل الأسد الدولي |
| ترانسافيا                         | موسمي: مطار سخيبول أمستردام |
| الخطوط الجوية التركية             | مطار إسطنبول الدولي |
| طيران تركمانستان                  | مطار عشق آباد الدولي |
| Tus Airways                       | مطار لارنكا الدولي (تبدأ في 1 أكتوبر 2023) |
| الخطوط الجوية الأوغندية           | مطار إنتيبي الدولي |
| الخطوط الجوية المتحدة             | مطار نيوآرك ليبرتي الدولي |
| خطوط أورال الجوية                 | Chelyabinsk، مطار كولتسوفو الدولي موسمي: مطار دوموديدوفو الدولي، مطار كوروموخ الدولي |
| يو إس بنغلا للطيران               | مطار شاه جلال الدولي |
| الخطوط الجوية الأوزبكستانية       | Fergana، مطار طشقند الدولي |
| خطوط فيرجن أتلانتيك الجوية        | موسمي: مطار لندن هيثرو (تستأنف 28 أكتوبر 2023) |
| فيستارا                           | مطار تشاتراباتي شيفاجي الدولي |
| ويز للطيران                       | موسمي: مطار هنري كواندا الدولي، مطار بودابست فرانز ليست الدولي، مطار صوفيا |
| Yamal Airlines                    | موسمي: Tyumen |

### الشحن
| شركـات طيـران                  | الوجهات |
| ------------------------------ | --- |
| كارغولوكس                      | مطار هونغ كونغ الدولي، Komatsu، مطار لوكسمبورغ |
| دي إتش إل للطيران[بحاجة لمصدر] | مطار البحرين الدولي |
| Coyne Airways                  | مطار بغداد الدولي، قاعدة بغرام، مطار أربيل الدولي، مطار كابل الدولي، مطار أحمد شاه بابا الدولي |
| مصر للطيران للشحن              | مطار القاهرة الدولي |
| الخطوط الجوية الإثيوبية        | مطار أديس أبابا بولي الدولي |
| فيديكس إكسبرس[بحاجة لمصدر]     | مطار أثينا الدولي، مطار كيمبيغودا الدولي، مطار تشنغدو شوانغليو الدولي، مطار أنديرا غاندي الدولي، مطار غوا الدولي، مطار هونغ كونغ الدولي، مطار أوليفر ريجنالد تامبو، مطار مالبينسا، مطار تشاتراباتي شيفاجي الدولي، مطار جومو كينياتا الدولي، مطار باريس شارل ديغول، مطار شانغي سنغافورة |
| Silk Way Airlines              | مطار حيدر علييف الدولي |

## أحداث وحوادث
- في 3 يوليو 1988، تم إسقاط طائرة الخطوط الجوية الإيرانية الرحلة 655، والتي كانت في رحلة من طهران - بندر عباس - دبي، أسقطتها البحرية الأمريكية في مياه الخليج العربي بين بندر عباس ودبي، وقتل 290 شخصا في هذا الحادث.
- في 28 تموز/ يوليو 2001، اعتقل رجل يدعى جمال بيغال في مطار دبي الدولي بينما كان في رحلة من باكستان إلى دبي ليستقل طائرة متجهة إلى أوروبا. بيغال اعترف بأنه جزء من المؤامرة في الهجوم على السفارة الأمريكية في باريس الهجوم على سفارة الإمارات المستجوبين. المشتبه كان ضمن أعضاء القاعدة أخذ به إلى فرنسا. المؤامرة أحبطت بواسطة السلطات الفرنسية والبلجيكية والهولندية.
- في 17 فبراير 2007 طائرة من شركة «نوف إير» من نوع إيرباص إيه330-200 هبطت هبوط اضطراري في المطار. وكانت الطائرة متوجهه من تايلاند إلى كوبنهاغن -الدانمارك. وكان معظم ركاب الطائرة من الجنسية الدانماركية. وكان من المقرر أن تهبط الطائرة في دبي حسب الرحلة المجدولة. بعد الإقلاع شعر القبطان ببعض الإهتزازت الغريبة في أحد المحركات، وقرر إغلاقها. وهبط الطائرة بسلاسة ولم يصب أحد الركاب بأذى.
- في 12 مارس 2007 طائرة من شركة «بيمان بنغلاديش» في رحلة رقم BG006 وهو تحمل 236 راكبا ومن أفراد الطاقم على متنها، والإطار الأمامي من طائرة إيرباص إيه 310-300 تحطم أثناء هبوط الطائرة[126].. أصيب أربعة عشر شخصا بجروح طفيفة في الحادث الذي وقع في مطار دبي الدولي.[127] الطائرة توقفت عند نهاية المدرج وأجليت من الركاب تماما. وقد شلّ المطار لأن المدرج الوحيد أغلق والمدرج الآخر يتم بنائه واضطرت السلطات إلى إغلاق المطار لمدة ثماني ساعات، مما أثر على 71 رحلة.[128]
- في 3 سبتمبر 2010 سقطت طائرة شحن من نوع بوينغ 747 تابعة لشركة UPS الأمريكية بعد إقلاعها بقليل من مطار دبي الدولي داخل معسكر تابع للقوات المسلحة الإماراتية بمنطقة صحراوية قرب شارع الإمارات، مما أدى إلى مقتل قائد الطائرة ومساعده اللذان كانا وحديهما على متن الطائرة المتجهة إلى مدينة كولونيا بألمانيا[129]
- تصوير البرنامج الوثائقي مطار دبي الدولي للقناة الإماراتية ناشيونال جيوغرافيك أبوظبي (دقة عالية HD) بطاقم تصوير كبير جدا وعالي الكفاءة. ويهدف البرنامج إلى تعريف المشاهد بتقسيم المطار والإطار التقني له.

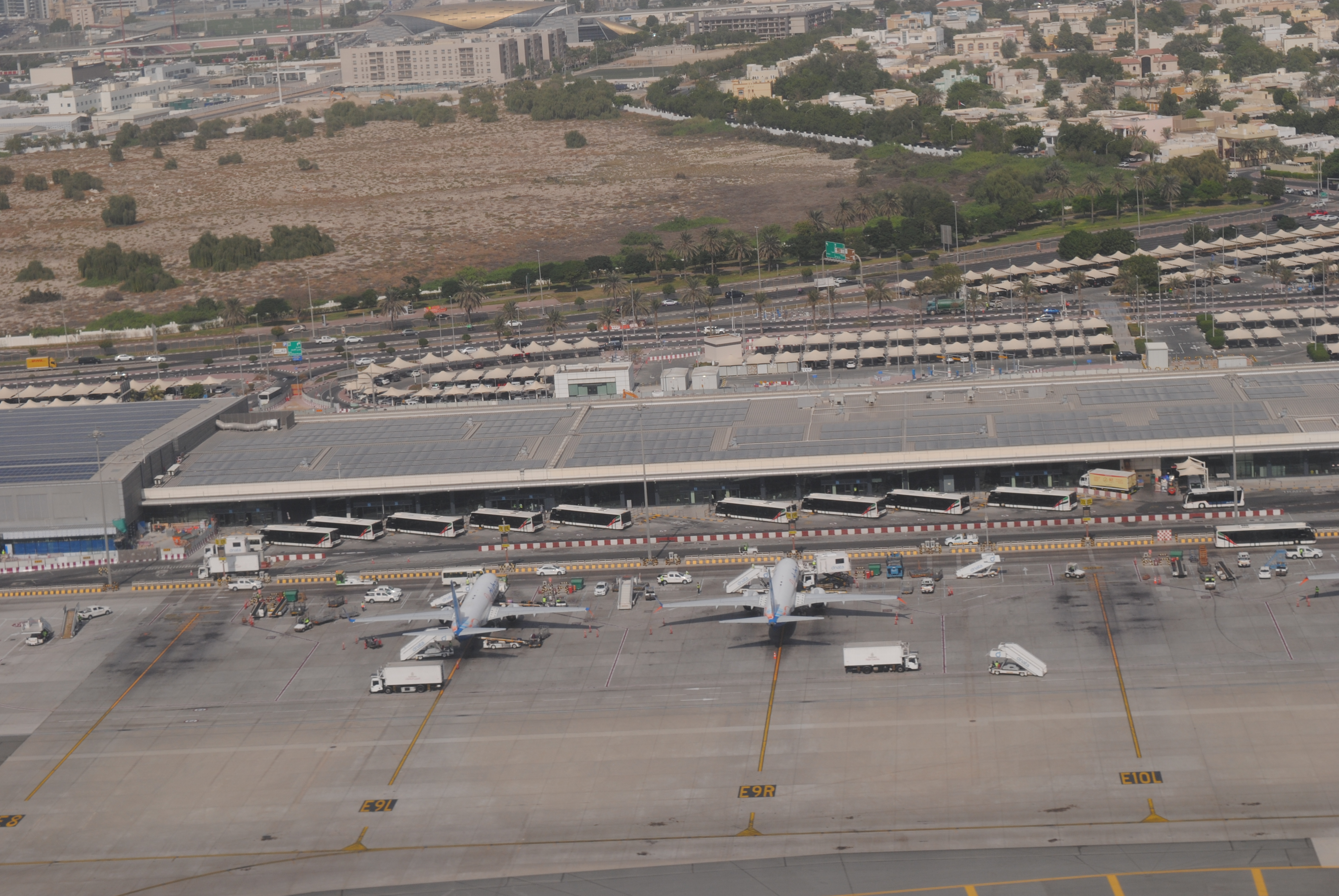
مطار دبي الدولي

## إنجازات
- حصد مطار دبي الدولي تقديراً عالمياً لجهوده في خفض انبعاثات الكربون، وذلك من خلال اعتماده «التحول» من المستوى الرابع من برنامج اعتماد الانبعاثات الكربونية للمطارات التابع لمجلس المطارات الدولي، ليصبح بذلك، بدءاً من سبتمبر 2024، من بين أفضل 5% من المطارات المشاركة في جميع أنحاء العالم التي تحقق هذا الإنجاز.[130][131]
- حصل مطار دبي الدولي ،عام 2023 على شهادة البيئة الصديقة لذوي التوحد (CAC) من قبل المجلس الدولي لمعايير الاعتماد والتعليم المستمر (IBCCES)، ليكون بذلك أول مطار دولي يحصل على هذا التوثيق في العالم. ويأتي هذا الإنجاز تأكيداً على التزام مطارات دبي بتعزيز تجربة السفر لأصحاب الهمم وبما ينسجم مع رؤية إمارة دبي لتصبح وجهة معتمدة للتوحد.[132]
- دشنت مطارات دبي أول صالة سفر مخصصة لأصحاب الهمم، في المبنى 2 من مطار دبي الدولي، لتضع بذلك معايير جديدة للسفر الشامل. وقد صممت الصالة لتلبية الاحتياجات المتنوعة لأصحاب الهمم، بما في ذلك ذوي التوحد والتحديات غير المرئية.[133]
- سيتم تشغيل الممر الذكي لمطارات دبي في مطار دبي الدولي في الربع الثالث من عام 2024.” وهو أحد المشاريع التي أطلقتها إدارة منافذ المستقبل بهدف توفير خدمة سفر سلسة لفئة المسافرين في الدرجة الأولى ورجال الأعمال بـ “مبنى 3”وهو نظام مصمم على شكل نفق سيختصر ثلاثة إجراءات في إجراء واحد؛ وسيتمكن المسافرون من إكمال عملية تسجيل الوصول وإجراءات جواز السفر والحصول على بطاقة الصعود إلى الطائرة والتوجه مباشرة إلى الطائرة دون التوقف في أي مكان آخر غير نقطة التفتيش الأمني.[134][135]
- أعلنت مطارات دبي عن تعاونها مع شركة الاتحاد لخدمات الطاقة النظيفة، لإطلاق أكبر مشروع تركيب ألواح طاقة شمسية على سطح أي مطار في العالم وتبلغ القدرة الإجمالية لهذا المشروع المرحلي 39 ميجاوات من الطاقة النظيفة، ومن المقرر أن يدخل مرحلة التشغيل الكامل بحلول عام 2026،.[136]

## جوائز
- جائزة أفضل مطار في العالم للعام 2024 خلال حفل توزيع جوائز السفر العالمية في جاكرتا، وهي المرة الخامسة على التوالي التي يحصل فيها المطار على هذه الجائزة .[137]
- جائزة ولقب المطار الرائد في العالم خلال حفل توزيع جوائز السفر العالمية للعام 2023 في دبي.[138]
- جائزة أفضل مطار في العالم ضمن جوائز ألترا 2023.[139]
- جائزة أفضل مطار في العالم، وجائزة أفضل مطار في الشرق الأوسط ضمن جوائز مجلة بيزنس ترافيلر ميدل إيست للعام 2024.[140]
- جائزة الجمعية الملكية الفضية للوقاية من الحوادث في المملكة المتحدة، بالإضافة إلى جائزة السلامة الدولية 2023 بمرتبة الجدارة من مجلس السلامة البريطاني.[141]
- عام 2024 حقق مطار دبي الدولي المركز الأول على مستوى الشرق الأوسط وأفريقيا، ضمن قائمة أكبر مراكز الربط الجوي، بحسب تصنيف مؤسسة «أو إي جي» الدولية المزودة لبيانات المطارات.[142]

## وصلات خارجية
- مطار دبي الدولي
- معلومات عن مطار دبي تابع للوكالة الدولية للملاحة
- فيديو عن مطار دبي الدولي الجديد.
- Project Information from Airport Technology - مشروع تطوير المطار
- مجموعة من أفضل حلقات برنامج مطار دبي الدولي